# Louis Levy (filmkompositör)
Louis Levy, född 20 november 1894 i London, död 18 augusti 1957 i Slough, var en brittisk (engelsk) filmkompositör och chefsdirigent. Han komponerade musiken till många filmer av Alfred Hitchcock och Will Hay.

## Filmografi i urval
- 1935 – De 39 stegen
- 1937 – Ökenskattens hemlighet
- 1938 – En dam försvinner